# 周波数計
周波数計（しゅうはすうけい）とは交流の周波数を測定する電気計器である。

## 計数型周波数計（デジタル式）

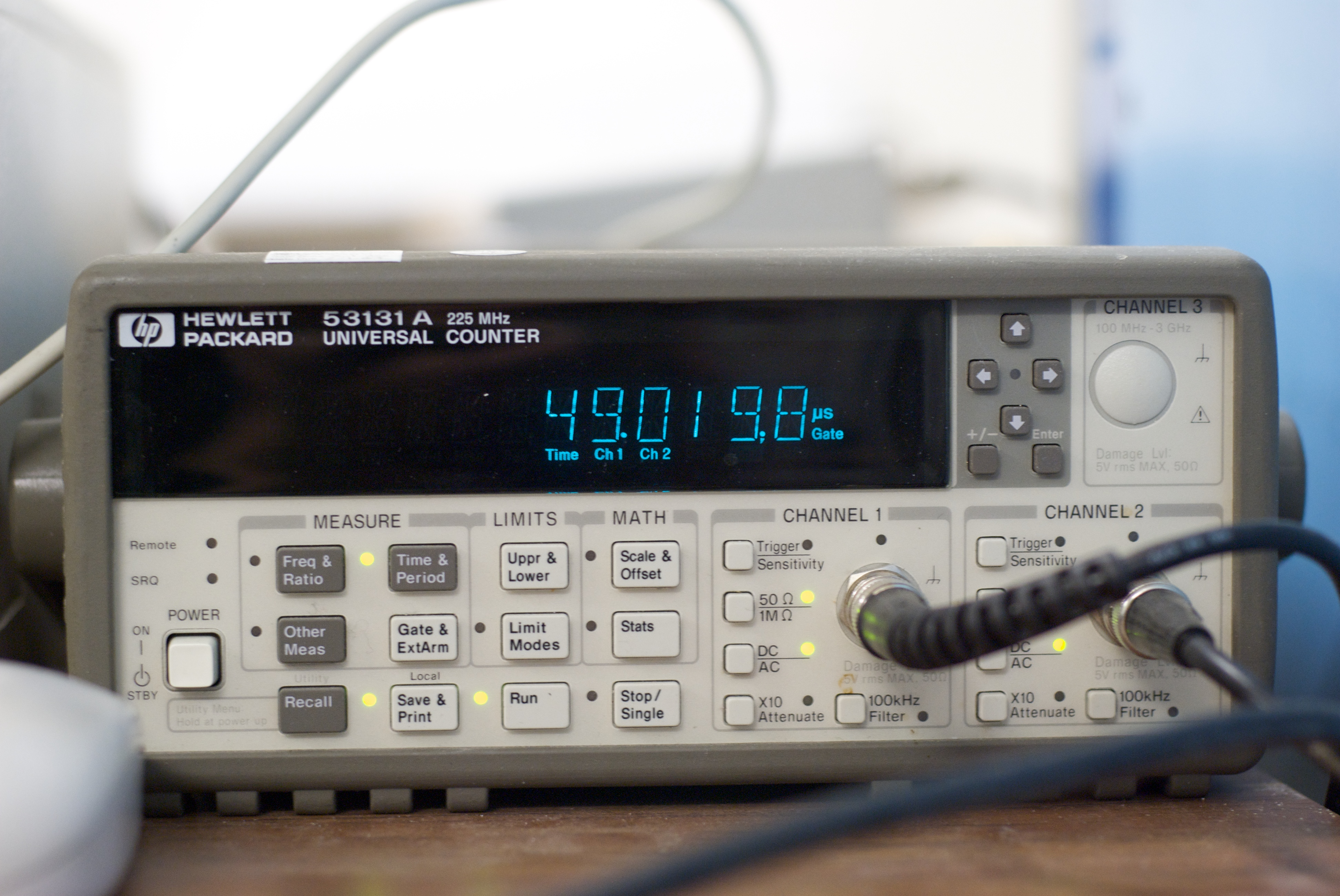
ユニバーサルカウンタ

周波数、周波数比、タイムインターバルなどが測定できる。100MHz以上はプリスケーラ、10～100MHzは直接カウント、10MHz未満の低周波を扱う場合レシプロカル方式などに測定方式が分かれる場合がある。レシプロカル方式の場合f=1/Tにて内部演算をおこない、スケーリング機能を持たせ回転計として使えるものもある。デジタルマルチメータに付属する周波数計の場合入力耐電圧は1000Vrms程度まであるがユニバーサルカウンタの場合5Vrms程度でダメージを受けるものもあるため取扱いに注意する。

## 指示電気計器による周波数計（アナログ式）
主に、電力用の盤などに計装される機器である。指針型周波数計には可動コイル型、電流力型、振動片型の3種類があるが、現在使用されているのは可動コイル型が大半である。なお、この指示型周波数計は、いずれの方式も測定周波数が限定される。

### 原理

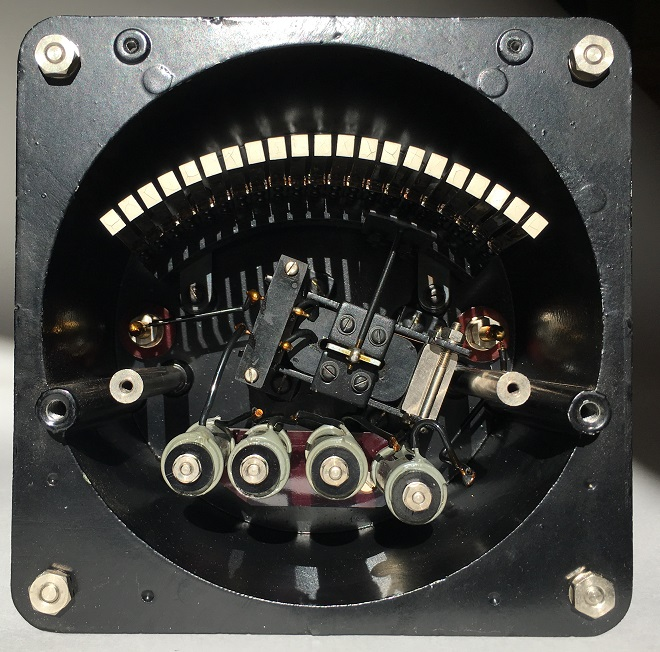
振動片型周波数計の内部構造。旗、振動片、励磁コイルが見える。

- 可動コイル型周波数計
共振周波数を持つ回路を2回路用意し、そこから得られる電流を直交させたコイルに流す。コイルの傾きが2つの回路の共振周波数の平均値と2つのコイルに流れる周波数の差となる。計測したい周波数を50Hzとするならば、40Hzと60Hzの共振周波数を持つ回路、可動コイル型電流計を用意し、名盤の中心点を50Hｚとして周波数を測定する。
- 電流力型周波数計
可動コイル型計器の、測定する電流回路と計器の回路との間に変流器（トランス）を挿入したもの。
- 振動片型周波数計
測定したい周波数の電流を鉄心入りコイルに流し、振動片を近づけると機械的に振動する。振動片に固有振動数をもたせ、一番振動した固有振動数が周波数となる。